# Universalgeschichte der Niedertracht
Universalgeschichte der Niedertracht ist eine Anthologie des argentinischen Schriftstellers Jorge Luis Borges. Sie erschien 1935 unter dem Titel Historia universal de la infamia in Argentinien und 1961 zunächst unter dem Titel Der Schwarze Spiegel in der deutschen Übersetzung.

## Inhalt
Es handelt sich bei diesem Werk um eine Sammlung von Kurzgeschichten, darunter vorwiegend fiktionalisierte Biographien historischer Personen. „Es sind durchweg Kurzbiographien erstaunlicher Gauner und Abenteurer, Beschreibungen ruchloser Lebensläufe, Geschichten von Sklavenhandel, Piraterie und bizarren Hochstapeleien.“ Borges verwendet für seine Bearbeitung verschiedene literarische Techniken wie Montagen und Cut-ups. Er selbst hält im Vorwort zur zweiten Auflage von 1954 fest, dass es sich bei seinen Bearbeitungen um das „unverantwortliche Spiel eines Zaghaften, der sich nicht dazu aufraffen konnte, Erzählungen zu schreiben und sich einen Zeitvertreib daraus machte, die Geschichten anderer zurechtzustutzen und zu verdrehen (ohne jede ästhetische Rechtfertigung)“ handele. Das Werk markiert die Geburtsstunde des Magischen Realismus in der lateinamerikanischen Literatur.

## Die einzelnen Erzählungen
- Der gräßliche Erlöser Lazarus Morell (über John A. Murell, ein Bandit in den Südstaaten am Mississippi, der sich als Prediger tarnte und angeblich Sklaven durch fingierte Befreiungen täuschte, um sie weiterzuverkaufen oder im Misserfolgsfall auch umzubringen)
- Der unwahrscheinliche Hochstapler Tom Castro (über Arthur Orton)
- Die Witwe Tsching, Seeräuberin (über Zheng Yisao)
- Der Schandtatenmakler Monk Eastman (über Monk Eastman)
- Der uneigennützige Mörder Bill Harrigan (über Billy the Kid)
- Der unhöfliche Zeremonienmeister Kotsuké no Suké (über Kira Yoshinaka bzw. die 47 Rōnin)
- Der maskierte Färber Hakim von Merv (über al-Muqannaʿ)
- Mann von Esquina Rosada

Unter dem Titel Etcetera sind weitere Erzählungen angefügt:
- Ein Theologe im Tod (mit Philipp Melanchthon als Hauptfigur)
- Die Kammer der Standbilder (Variation einer Geschichte aus Tausendundeiner Nacht)
- Geschichte von den zweien, die träumten (ebenso)
- Der übergangene Hexenmeister
- Der Tintenspiegel (Variation einer von Richard Francis Burton aufgezeichneten Geschichte)
- Ein Doppelgänger Mohammeds (in der Ausgabe von 1954 hinzugefügt)

Zwei weitere Texte, die 1954 dazukamen, sind nicht in der deutschen Ausgabe enthalten: El enemigo generoso (etwa: Der großzügige Feind) und Del rigor en la ciencia (etwa: Über die Genauigkeit in der Wissenschaft).

## Ausgaben
- Der Schwarze Spiegel, Erzählungen, aus dem Spanisch-Argentinischen von Karl August Horst, Hanser 1961
- Erzählungen: Universalgeschichte der Niedertracht. Fiktionen. Das Aleph (Gesammelte Werke, Band 5), Hanser 2000, ISBN 978-3446198784